# Aeronauten
Aeronauten av Eoin Colfer är en äventyrsroman som utspelar sig på artonhundratalet. Den släpptes år 2008.

## Handling
På världsutställningen 1878 i Paris befinner sig Declan Broekhart och hans höggravida fru Catherine. De åker upp i en varmluftsballong, Le Soleil (Solen) med en Victor Vigny. Men väl uppe i luften skjuts ballongen ner av en okänd skytt, och mitt under tumultet föder Catherine sitt barn. Pojken, Conor Broekhart, blir berömd för omständigheterna kring sin födsel.
Nio år senare, 1887, lever Conor och hans familj på Saltee Islands, ett litet självstyrande kungarike utanför Irlands kust. Landet styrs av den vetenskapsinriktade kung Nicholas Trudeau som försöker leda Saltee Islands in i en industrialiserad tidsålder. När en eldsvåda gör att Conor och hans barndomsvän, prinsessan Isabella, fastnar på slottstaket räddar Conor livet på dem båda genom att bygga en provisorisk drake av en flagga och glidflyga ner i havet från slottstaket, vilket Nicholas belönar honom för genom att adla honom.
De närmaste fem åren tillbringar Conor med sin nye lärare, Victor Vigny, och lär sig att fäktas och flyga. Hans dröm är att bygga en flygmaskin som är tyngre än luft. En dag är prins Kristian av Danmark på besök och Conor, som inte vet att prinsen är sju år gammal, tror att något äktenskapsavtal är på väg att träffas och inser att han har börjat utveckla romantiska känslor för Isabella. Han stormar in i hennes gemak och efter ett något obekvämt samtal verkar det som om hans känslor är besvarade.
Oturligt nog smider arméledaren Hugo Bonvilain ränker att ta över styret på ön och förvandla dem till en marknad för diamantgruvan som drivs av fångarna på fängelseön Little Saltee. Conor upptäcker honom när han spionerar på Nicholas och Victor, och trots hans försök att varna dem skjuter Bonvilain ihjäl både Nicholas och Victor. Bonvilain berättar för Conor att han planerar att sätta dit Victor för dådet med Conor som Victors "kumpan", och att hans far, Declan, hatar honom för dådet. Conor sätts i fängelse på Little Saltee under namnet Conor Finn. I själva verket tror Declan och alla andra att Conor är död.
Conor får hjälp att överleva fängelset av sin cellkamrat, en blind amerikansk musiker och spion vid namn Linus Wynter. Efter att Conor har pryglat och lierat sig med ett lejt råskinn vid namn Otto Malarkey försvinner Wynter mystiskt. Fångvaktaren Arthur Billtoe berättar att Wynter har blivit frigiven, och eftersom "frigiven" oftast betyder "död" på Little Saltee tror Conor att Wynter är död.
Två år senare har Conor blivit en helt annan person. Efter att ha övertalat Billtoe att anlägga grönsaksland som fångarna kan arbeta i smugglar Conor och Malarkey sju påsar diamanter som de begraver i landen. Samtidigt lurar Conor Billtoe att ge honom lakan och andra material i utbyte mot uppfinningar. Dessa material gör han en fallskärm av, som han tänker använda till att rymma från ön under Isabellas kröningsceremoni. Conor föreslår för Billtoe att fylla heliumballonger med fyrverkerier och släppa dem från Little Saltee så att Saltees skarpskyttar kan skjuta dem och på det viset anordna ett fyrverkeri. Conor flyr från sin cell och planterar sig i en av ballongerna under kröningsceremonin, och när hans ballong sedan skjuts ner av Declan aktiverar han sin fallskärm och kraschlandar i drottning Victorias yacht.
Han åker som fripassagerare på yachten till den irländska ön Kilmore, där han träffar på Wynter, som faktiskt hade blivit frigiven. De finner ett torn fullt av flygutrustning, kallat Ödsligheten, där Victor en gång hade sitt laboratorium, och flyttar in där. Conor bygger ett glidflygplan och börjar flyga till Little Saltee på natten för att gräva upp sina påsar smugglade diamanter, som han tänker använda för att åka till Amerika och börja om med sitt liv. Hans planer avbryts dock när Bonvilain hittar tornet och gör Wynter illa. Wynter får höra att Bonvilain planerar att förgifta Isabella och hans föräldrar för att en gång för alla utplåna monarkin. När Conor får höra detta bygger han sitt motordrivna flygplan och flyger till Bonvilains torn, där han återförenas med sin familj och Isabella. Han och Declan besegrar Bonvilains vakter i svärdsstrid. Bonvilain försöker fly i Conors glidflygplan, men Declan dödar honom genom att spetsa honom i hjärtat med ett ceremonisvärd och hans kropp landar i havet.
En månad senare är Conor på väg att åka till Skottland för att studera naturvetenskap. Isabella har sänkt skatterna och planerar att stänga ner fängelset och låta yrkesmän bryta diamanterna på Little Saltee. De delar en romantisk stund innan Conor ger sig av tillsammans med Linus Wynter mot Glasgow.

## Konstnärliga friheter
Hela öriket Saltee Islands är fiktivt. Öarna har inte varit bebodda sedan tidigt nittonhundratal och är sedan 1943 privatägda. Öarna är dock ett populärt turistmål för fågelskådare.
År 1892, när prins Kristian var på besök, ska han ha varit sju år gammal. Det finns dock ingen prins Kristian som har varit sju år gammal på den tiden; dåtidens prins Kristian var vid tillfället 22 år gammal.

## Kommentar
Aeronaut är ett något gammalmodigt ord för flygare, speciellt glidflygare.